# Memoriał Kamili Skolimowskiej 2014
LOTTO 5. Warszawski Memoriał Kamili Skolimowskiej – mityng lekkoatletyczny, który odbył 23 sierpnia 2014 roku na Stadionie Narodowym w Warszawie.
Specjalnie na zawody stadion, który na co dzień nie jest przystosowany do potrzeb lekkoatletyki, został wyposażony w ponad 100 metrową bieżnię, skocznie do skoku w dal oraz skoku wzwyż, koło do pchnięcia kulą oraz urządzenia do rzutów młotem i dyskiem. 
Organizatorem zawodów była Fundacja Kamili Skolimowskiej. Na trybunach zasiadło ok. 20 000 widzów.  

## Rezultaty

### Mężczyźni
| Konkurencja:                      | 1. miejsce          | Rezultat       | 2. miejsce              | Rezultat | 3. miejsce         | Rezultat |
| Bieg na 100 m                     | Usain Bolt          | 9,98 SB        | Sheldon Mitchell        | 10,33    | Trell Kimmons      | 10,34 SB |
| Bieg na 100 m (niepełnosprawnych) | Michał Derus        | 10,85          | Maciej Kęsicki          | 11,60 PB | Mateusz Pietrucha  | 11,81 PB |
| Bieg na 110 m przez płotki        | Orlando Ortega      | 13,03          | Pascal Martinot-Lagarde | 13,06    | Dayron Robles      | 13,39 SB |
| Skok wzwyż                        | Andrej Czuryła      | 2,21           | Matúš Bubeník           | 2,21     | Sylwester Bednarek | 2,21     |
| Skok w dal                        | Adrian Strzałkowski | 7,83           | Roman Novotný           | 7,53     | Michał Łukasiak    | 7,37     |
| Pchnięcie kulą                    | Reese Hoffa         | 20,81          | Tomasz Majewski         | 20,25    | Christian Cantwell | 20,13    |
| Rzut dyskiem                      | Robert Harting      | 67,40          | Piotr Małachowski       | 65,30    | Robert Urbanek     | 65,20    |
| Rzut młotem                       | Paweł Fajdek        | 83,48 WL PB NR | Krisztián Pars          | 78,56    | Wojciech Nowicki   | 75,02    |

### Kobiety
| Konkurencja:                      | 1. miejsce        | Rezultat | 2. miejsce       | Rezultat | 3. miejsce                 | Rezultat |
| Bieg na 100 m                     | Verena Sailer     | 11,26    | Tiffany Townsend | 11,30 SB | Carina Horn                | 11,34    |
| Bieg na 100 m (niepełnosprawnych) | Alicja Fiodorow   | 12,94    | Anna Trener      | 13,81 SB | Małgorzata Ignasiak        | 14,00    |
| Bieg na 100 m przez płotki        | Nia Ali           | 12,77    | Alina Tałaj      | 12,90 SB | Anna Płoticyna             | 13,01    |
| Skok wzwyż                        | Marija Kuczina    | 1,97     | Oksana Okuniewa  | 1,94     | Kamila Lićwinko            | 1,91     |
| Skok w dal                        | Melanie Bauschke  | 6,51 MR  | Teresa Dobija    | 6,41     | Jana Velďáková             | 6,40     |
| Pchnięcie kulą                    | Anna Wloka        | 16,43 SB | Paulina Guba     | 16,07    | Aldona Magdalena Żebrowska | 15,72    |
| Rzut dyskiem                      | Joanna Wiśniewska | 57,19    | Karolina Makul   | 55,60    |                            |          |
| Rzut młotem                       | Anita Włodarczyk  | 77,66    | Betty Heidler    | 76,26    | Martina Hrašnová           | 71,10    |